# Chimica farmaceutica

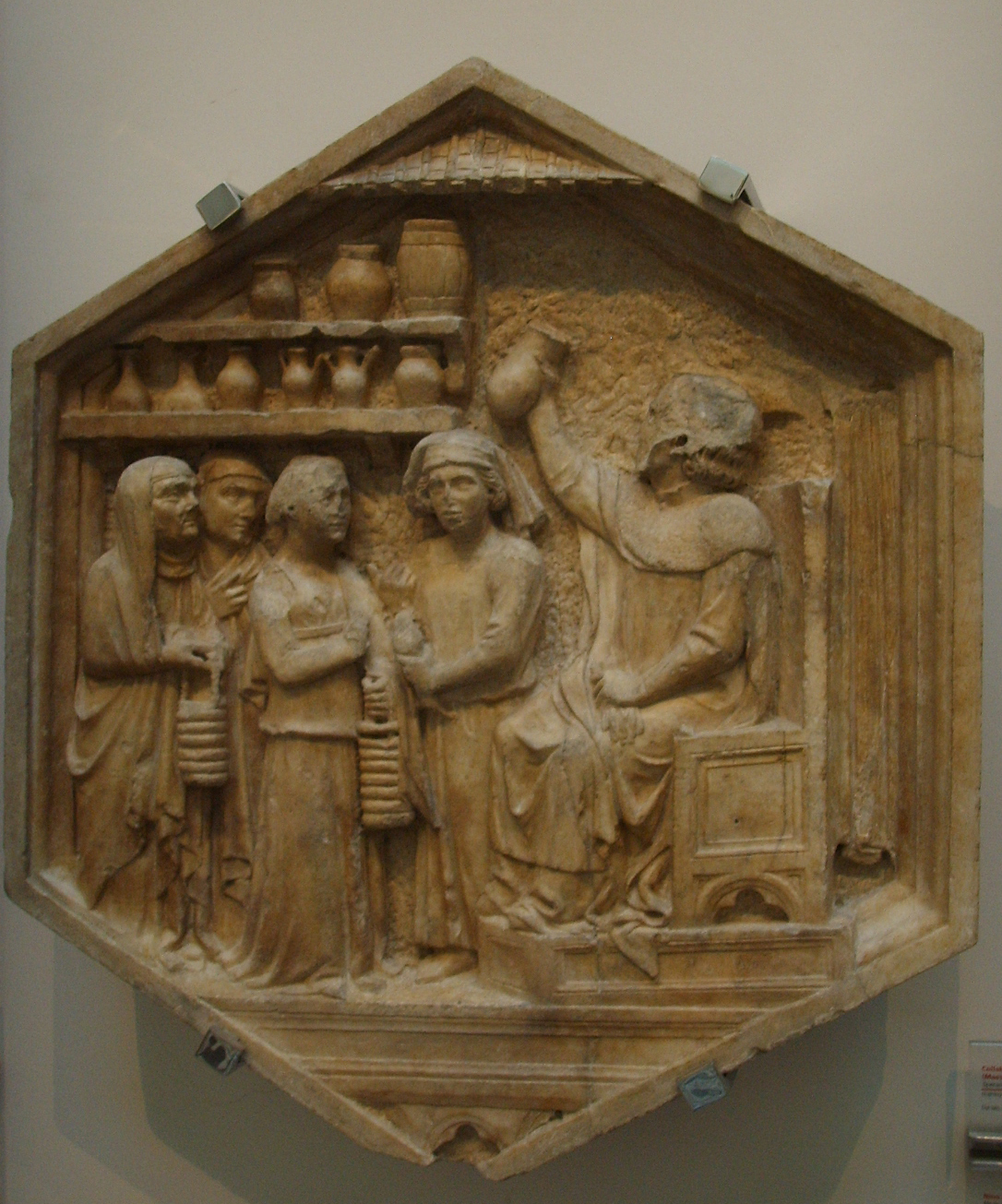
Medicina (interno di una farmacia), formella del Campanile di Giotto, Nino Pisano, 1334-1336, Firenze

La chimica farmaceutica è una branca della chimica che studia la sintesi delle sostanze ad uso terapeutico, studiando in relazione alla struttura chimica:
- il meccanismo d'azione
- le relazioni struttura-attività.
- gli aspetti di farmacocinetica

Questa scienza nasce dalla medicina popolare, dall'uso di preparati di cui era ignoto il contenuto ma che avevano effettivamente valore terapeutico. Iniziò però ad affermarsi nell'Ottocento, in concomitanza dello sviluppo della chimica organica; il boom economico e industriale di questo secolo segnò la nascita delle prime industrie farmaceutiche, come quelle fondate dai farmacisti Francesco Angelini, Archimede Menarini, Carlo Erba, Franco Dompè e Giacomo Chiesi. Lo sviluppo della chimica combinatoria permette oggigiorno un potenziamento della sintesi industriale robotizzata, sfruttando librerie computerizzate e simulazioni. Materia fondamentale per lo studente della Facoltà di Farmacia e Chimica e Tecnologia Farmaceutiche.

## Farmaci
Le sostanze che hanno un utilizzo in terapia sono chiamate farmaci, mentre nel caso in cui l'utilizzo terapeutico non sia conosciuto, oppure sia noto solo in parte, si parla di sostanza biologicamente attiva.
In questi secoli sono state percorse diverse vie per giungere alla sintesi di nuovi farmaci, necessari per far fronte alle tante malattie.
Le più importanti vie sono:
- isolamento di sostanze naturali con attività biologica, e successiva semi-sintesi e sintesi;
- studi dei meccanismi che portano all'insorgenza delle malattie;
- sintesi di profarmaci;
- studio dei vari metaboliti di un farmaco;
- ricerca di sostanze antagoniste e antimetaboliti.

I farmaci comprendono tutte le molecole usate per curare o diagnosticare malattie negli esseri umani e si dividono a seconda della loro azione.
- Farmaci attivi sul sistema nervoso centrale (SNC), distinti a loro volta in:
  1. analgesici narcotici e analgesici non narcotici;
  2. preanestetici e anestetici generali;
  3. sedativo-ipnotici;
  4. antipsicotici e ansiolitici;
  5. antidepressivi;
  6. antiepilettici;
  7. antiparkinsoniani e spasmolitici.
- Farmaci del sistema cardiocircolatorio, che si dividono in:
  1. glicosidi cardioattivi;
  2. antiaritmici;
  3. beta-bloccanti;
  4. farmaci antiipertensivi;
  5. diuretici;
  6. farmaci vasodilatatori;
  7. farmaci anti-iperlipemici;
  8. antitrombotici e antiaggreganti piastrinici.
- Farmaci del tratto gastrointestinale, comprendenti:
  1. emetici e antiemetici;
  2. antiacidi;
  3. lassativi;
  4. antidiarroici.
- Farmaci del tratto respiratorio,divisi in:
  1. antitussivi;
  2. espettoranti e mucolitici;
  3. antiasmatici;
  4. analettici respiratori.
- Farmaci attivi a livello del sistema nervoso autonomo comprendono:
  1. rilassanti muscolari;
  2. spasmolitici;
  3. anestetici locali;
  4. antiemicrania;
  5. antiglaucoma.

Esistono, però, anche altri farmaci che non hanno un bersaglio specifico:
- Ormoni
  1. ormoni peptidici e steroidei;
  2. prostaglandine e trombossani.
- Immunosoppressori;
- antiallergici;
- farmaci diagnostici;
- vitamine;
- antinfiammatori steroidei e non steroidei;
- Chemioterapici, che comprendono:
  1. antibiotici, che agiscono sui batteri;
  2. antiprotozoari, contro infezioni causate da amebe e protozoi;
  3. antimicotici, contro i funghi;
  4. antielmintici, per le infezioni causate dagli elminti.
  5. antivirali, che agiscono sui virus;
  6. antitumorali;

Inoltre, occorre ricordare anche farmaci usati per curare malattie diffuse solo in alcune aree del mondo:
- antimalarici;
- antitubercolari;
- antileprotici.

Tutte queste categorie di farmaci con gli anni si accrescono di nuove scoperte, che a volte hanno portato a smentire i risultati precedenti.
Infatti, la chimica farmaceutica, come ogni scienza, è in continua evoluzione.
Questa disciplina viene studiata nei corsi universitari di Farmacia e Chimica e Tecnologia Farmaceutiche, per i quali rappresenta uno dei perni fondamentali del bagaglio scientifico-professionale.

## Stampa specializzata
- Molecular Pharmaceutics